# Parachevreuxiella lobata
Parachevreuxiella lobata is een vlokreeftensoort uit de familie van de Thoriellidae. De wetenschappelijke naam van de soort is voor het eerst geldig gepubliceerd in 1987 door Andres.